# Ober-Nauses

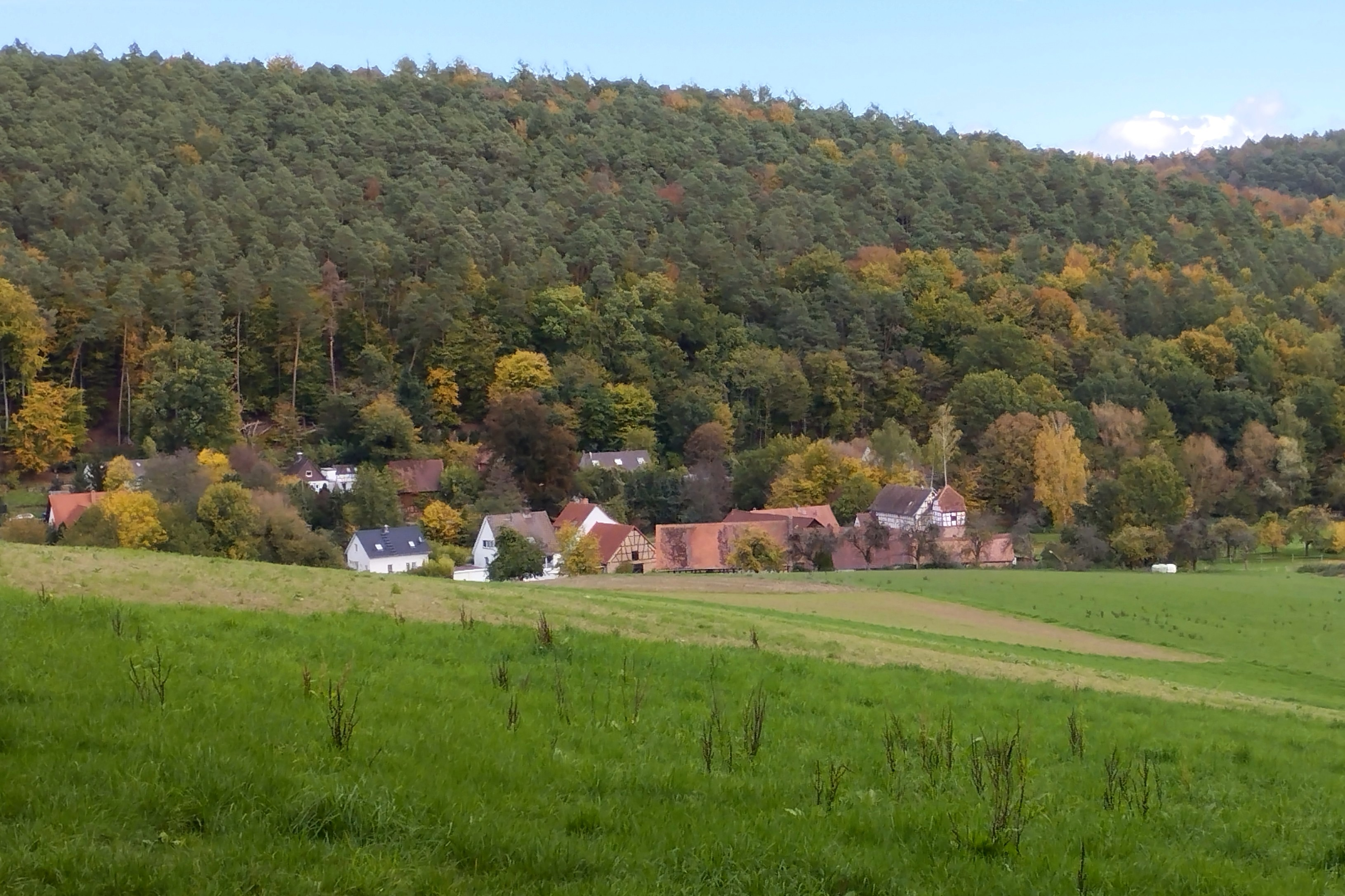
Ortsteil Schloß-Nauses (2022)

Ober-Nauses im Odenwald ist zusammen mit Schloß-Nauses ein Ortsteil der Gemeinde Otzberg im südhessischen Landkreis Darmstadt-Dieburg.

## Geographie
Das Dorf liegt in einem Tal südöstlich des Otzbergs und hat etwa 200 Einwohner.

## Geschichte

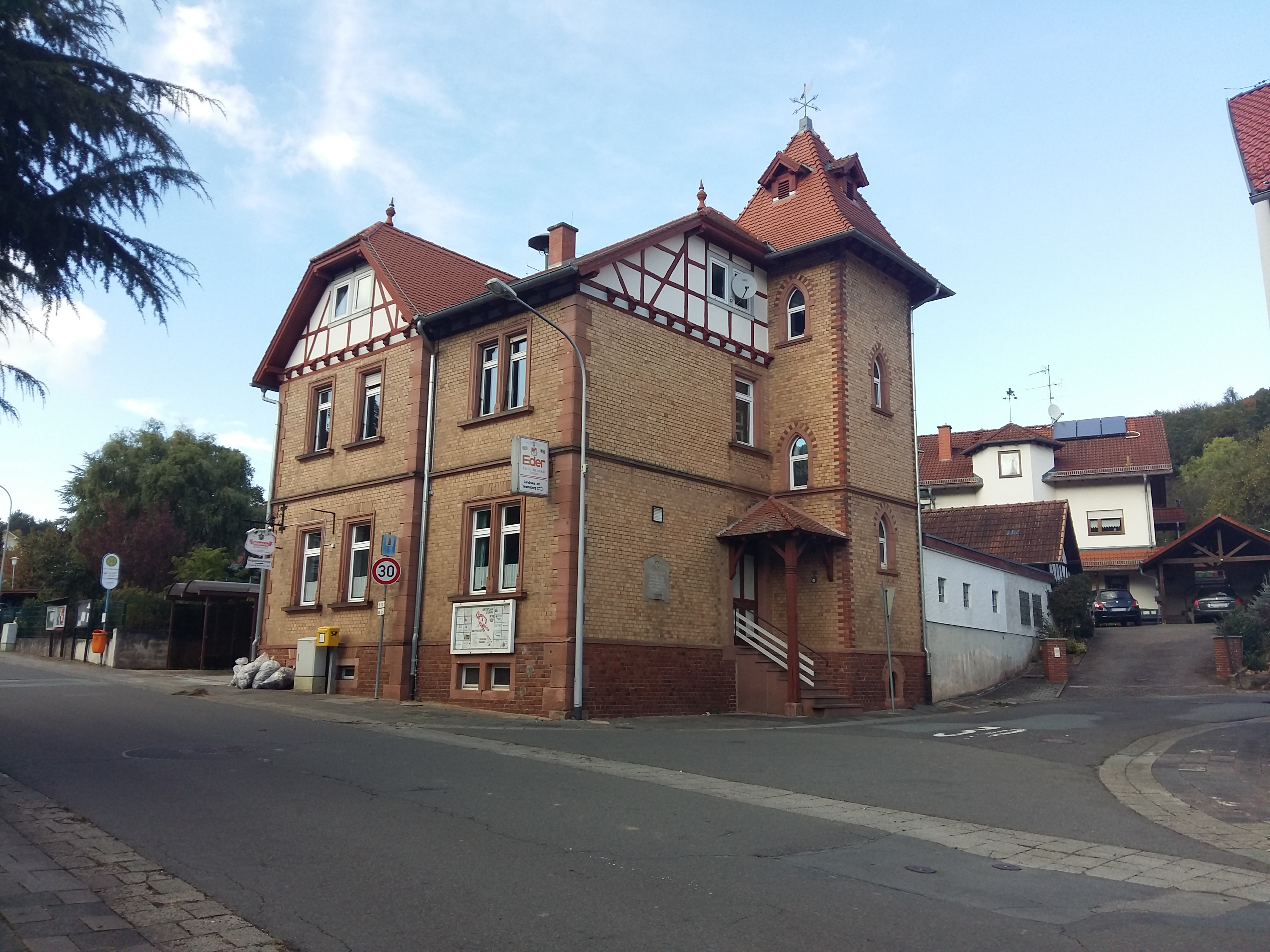
Ehemaliges Schulhaus, heute Dorfgemeinschaftshaus, von Ober-Nauses

### Ortsgeschichte
Die Geschichte des Ortes ist verbunden mit dem der ehemaligen Wasserburg Schloß-Nauses, die auch dem weiter abgelegenen Teil des Ortes seinen Namen gab.
Ober-Nauses wurde im 11. Jahrhundert unter dem Namen Nyuusaze erwähnt, später als Obern-Nauweseste (1357), Nusis uber Hogste (1396), Nausesse über Höchst (1398) und Oberennusatz im 15. Jahrhundert. Bis 1521 gehörte Ober-Nauses zur Zent Umstadt. 1521 wurde es infolge des Landshuter Erbfolgekriegs dem kurpfälzischen Oberamt Otzberg zugesprochen. Es gehörte zum Zent Höchst im Odenwald, das 1556 der Graf zu Erbach und Löwenstein-Wertheim erwarben (Herrschaft Breuberg). Ab 1792 ging die Zent in den Besitz der Fürsten von Löwenstein-Wertheim-Rosenberg über und fiel 1803 an die Landgrafschaft Hessen-Darmstadt. Verwaltungsmäßig gehörte Ober-Nauses zum Oberamt Otzberg das 1803 infolge des Reichsdeputationshauptschlusses an die Landgrafschaft Hessen-Darmstadt fiel. Mit dem Tauschvertrag zwischen der Hessen-Darmstadt und dem Herren von Löwenstein-Wertheim vom 5. Februar 1805 kam es zum Amt Habitzheim, das 1806 durch die Rheinbundakte an das Großherzogtums Hessen fiel. Die Niedere Gerichtsbarkeit blieb bis 1822 bei den Herren Löwenstein-Wertheim.
Die Statistisch-topographisch-historische Beschreibung des Großherzogthums Hessen berichtet 1829 über Ober-Nauses:

„Obernauses (L. Bez. Breuberg) luth. Filialdorf; liegt 2 St. von Breuberg und gehört dem Fürsten von Löwenstein-Wertheim-Rosenberg. Der Ort besteht aus 14 Häusern und hat 75 luth. Einwohner. Auch befindet sich hier ein Fürstl. Schloß. Im Jahr 1805 hat Hessen die Ansprüche und Landeshoheit über das von dem Grafen von Sickingen erkaufte Dorf an Löwenstein-Wertheim durch Tausch abgetreten, und im folgenden Jahr kam der Ort unter Hess. Hoheit.“

Zum 1. April 1954 wurden die bis dahin selbständigen Gemeinden Ober-Nauses und Schloß-Nauses zur Gemeinde Ober-Nauses zusammengeschlossen. Von 1961 an gehörte Ober-Nauses zum Gemeindeverband Wiebelsbach. Dieser wurde 1971 aufgelöst. Wiebelsbach ging dabei später an die Stadt Groß-Umstadt. Am 31. Dezember 1971 fusionierten die bis dahin selbstständige Gemeinde Ober-Nauses und fünf weitere Gemeinden im Zuge der Gebietsreform in Hessen freiwillig zur neuen Gemeinde Otzberg. Für die sechs ehemals eigenständigen Gemeinden wurden Ortsbezirke mit Ortsbeirat und Ortsvorsteher nach der Hessischen Gemeindeordnung gebildet. Sitz der Gemeindeverwaltung wurde Lengfeld.

### Verwaltungsgeschichte im Überblick
Die folgende Liste zeigt die Staaten und Verwaltungseinheiten, denen Ober-Nauses angehört(e):
- vor 1390: Heiliges Römisches Reich, Kloster Fulda Zent Umstadt (Kondominat)
- ab 1390: Heiliges Römisches Reich, Kurpfalz (durch Kauf; bis 1427 an Herrschaft Hanau verpfändet), Zent Umstadt
- ab 1524: Heiliges Römisches Reich, Kurpfalz, Oberamt Otzberg, Zent Höchst (der Herrschaft Breuberg)
- ab 1803: Heiliges Römisches Reich, Landgrafschaft Hessen-Darmstadt,[Anm. 2] Oberamt Otzberg
- ab 1805: Heiliges Römisches Reich, Herren von Löwenstein-Wertheim (durch Tausch), Amt Habitzheim
- ab 1806: Großherzogtum Hessen,[Anm. 3] Fürstentum Starkenburg, Fürstentum Starkenburg, Amt Habitzheim (Niedere Gerichtsbarkeit weiter bei Löwenstein-Wertheim) Herrschaft Breuberg
- ab 1815: Großherzogtum Hessen[Anm. 4], Provinz Starkenburg, Habitzheim
- ab 1822: Großherzogtum Hessen, Provinz Starkenburg, Landratsbezirk Breuberg[Anm. 5]
- ab 1848: Großherzogtum Hessen, Regierungsbezirk Dieburg
- ab 1852: Großherzogtum Hessen, Provinz Starkenburg, Kreis Neustadt
- ab 1871: Deutsches Reich, Großherzogtum Hessen, Provinz Starkenburg, Kreis Neustadt
- ab 1874: Deutsches Reich, Großherzogtum Hessen, Provinz Starkenburg, Kreis Dieburg
- ab 1918: Deutsches Reich (Weimarer Republik), Volksstaat Hessen, Provinz Starkenburg, Kreis Dieburg
- ab 1938: Deutsches Reich, Volksstaat Hessen, Landkreis Dieburg[10][Anm. 6]
- ab 1945: Amerikanische Besatzungszone,[Anm. 7] Groß-Hessen, Regierungsbezirk Darmstadt, Landkreis Dieburg
- ab 1946: Amerikanische Besatzungszone, Land Hessen, Regierungsbezirk Darmstadt, Landkreis Dieburg
- ab 1949: Bundesrepublik Deutschland, Land Hessen, Regierungsbezirk Darmstadt, Landkreis Dieburg
- ab 1972: Bundesrepublik Deutschland, Land Hessen, Regierungsbezirk Darmstadt,  Landkreis Dieburg, Gemeinde Otzberg[Anm. 8]
- ab 1977: Bundesrepublik Deutschland, Land Hessen, Regierungsbezirk Darmstadt, Landkreis Darmstadt-Dieburg, Gemeinde Otzberg

### Gerichte
Die zuständige Gerichtsbarkeit der ersten Instanz war:
- 1455: Zentgericht Umstadt
- ab 1820: standesherrliches Amt Habitzheim
- ab 1822: Landgericht Höchst
- ab 1879: Amtsgericht Höchst
- ab 1968: Amtsgericht Groß-Umstadt
- ab 1970: Amtsgericht Dieburg

## Bevölkerung

### Einwohnerstruktur 2011
Nach den Erhebungen des Zensus 2011 lebten am Stichtag dem 9. Mai 2011 in Ober-Nauses 177 Einwohner. Darunter waren 9 (5,1 %) Ausländer.
Nach dem Lebensalter waren 18 Einwohner unter 18 Jahren, 66 waren zwischen 18 und 49, 51 zwischen 50 und 64 und 42 Einwohner waren älter.
Die Einwohner lebten in 90 Haushalten. Davon waren 33 Singlehaushalte, 30 Paare ohne Kinder und 15 Paare mit Kindern, sowie 12 Alleinerziehende und 3 Wohngemeinschaften. In 12 Haushalten lebten ausschließlich Senioren/-innen und in 60 Haushaltungen leben keine Senioren/-innen.

### Einwohnerentwicklung
| • 1730: | 03 Zehntmänner          |
| • 1829: | 75 Einwohner, 14 Häuser |
| • 1867: | 84 Einwohner, 18 Häuser |

| Ober-Nauses: Einwohnerzahlen von 1829 bis 2019 | Ober-Nauses: Einwohnerzahlen von 1829 bis 2019 | Ober-Nauses: Einwohnerzahlen von 1829 bis 2019 | Ober-Nauses: Einwohnerzahlen von 1829 bis 2019 | Ober-Nauses: Einwohnerzahlen von 1829 bis 2019 |
| --- | ---------------------------------------------- | ---------------------------------------------- | ---------------------------------------------- | ---------------------------------------------- |
| Jahr |                                                |                                                |                                                | Einwohner                                      |
| 1829 | 1829                                           |                                                | 75                                             | 75                                             |
| 1834 | 1834                                           |                                                | 141                                            | 141                                            |
| 1840 | 1840                                           |                                                | 161                                            | 161                                            |
| 1846 | 1846                                           |                                                | 160                                            | 160                                            |
| 1852 | 1852                                           |                                                | 149                                            | 149                                            |
| 1858 | 1858                                           |                                                | 140                                            | 140                                            |
| 1864 | 1864                                           |                                                | 136                                            | 136                                            |
| 1871 | 1871                                           |                                                | 142                                            | 142                                            |
| 1875 | 1875                                           |                                                | 153                                            | 153                                            |
| 1885 | 1885                                           |                                                | 142                                            | 142                                            |
| 1895 | 1895                                           |                                                | 131                                            | 131                                            |
| 1905 | 1905                                           |                                                | 129                                            | 129                                            |
| 1910 | 1910                                           |                                                | 122                                            | 122                                            |
| 1925 | 1925                                           |                                                | 137                                            | 137                                            |
| 1939 | 1939                                           |                                                | 130                                            | 130                                            |
| 1946 | 1946                                           |                                                | 159                                            | 159                                            |
| 1950 | 1950                                           |                                                | 165                                            | 165                                            |
| 1956 | 1956                                           |                                                | 150                                            | 150                                            |
| 1961 | 1961                                           |                                                | 138                                            | 138                                            |
| 1967 | 1967                                           |                                                | 143                                            | 143                                            |
| 1970 | 1970                                           |                                                | 117                                            | 117                                            |
| 1980 | 1980                                           |                                                | ?                                              | ?                                              |
| 1990 | 1990                                           |                                                | ?                                              | ?                                              |
| 2000 | 2000                                           |                                                | ?                                              | ?                                              |
| 2011 | 2011                                           |                                                | 177                                            | 177                                            |
| 2015 | 2015                                           |                                                | 186                                            | 186                                            |
| 2019 | 2019                                           |                                                | 207                                            | 207                                            |
| Datenquelle: Historisches Gemeindeverzeichnis für Hessen: Die Bevölkerung der Gemeinden 1834 bis 1967. Wiesbaden: Hessisches Statistisches Landesamt, 1968. Weitere Quellen: LAGIS; Zensus 2011; ab 2012: Gemeinde Otzberg |                                                |                                                |                                                |                                                |

### Historische Religionszugehörigkeit
| • 1829: | 75 lutheranische (= 100 %) Einwohner                                  |
| • 1961: | 103 evangelische (= 74,64 %) und 34 katholische (= 24,64 %) Einwohner |

## Politik
Für Ober-Nauses besteht ein Ortsbezirk (Gebiete der ehemaligen Gemeinde Ober-Nauses) mit Ortsbeirat und Ortsvorsteher nach der Hessischen Gemeindeordnung.
Der Ortsbeirat besteht aus drei Mitgliedern. Für die Wahlperiode 2016–2021 hat sich für Ober-Nauses kein Ortsbeirat etabliert.

## Kultur und Sehenswürdigkeiten

### Bauwerke
Die Wasserburg Schloß-Nauses befindet sich in einem Tal südöstlich des Otzbergs.
Ursprünglich wurde das Schloss Nauses als Wasserburg angelegt, von den Wehranlagen und Gräben ist jedoch nichts mehr zu sehen. Einzig das Haupthaus (Herrenhaus) und der Torturm sind erhalten. Die vorhandenen Nebengebäude wurden im 19. und 20. Jahrhundert errichtet.

### Regelmäßige Veranstaltungen
- August: Kerb[15]

## Persönlichkeiten
- Karl Ludwig Storck (1891–1955), hessischer Landtagsabgeordneter